# Pocillopora grandis
Espèce
Synonymes
- Pocillopora coronata Gardiner, 1897
- Pocillopora elongata Dana, 1846
- Pocillopora eydouxi Milne Edwards, 1860
- Pocillopora rugosa Gardiner, 1897
- Pocillopora symmetrica Thiel, 1932

Statut CITES
Pocillopora grandis est une espèce de coraux appartenant à la famille des Pocilloporidae.

## Description et caractéristiques

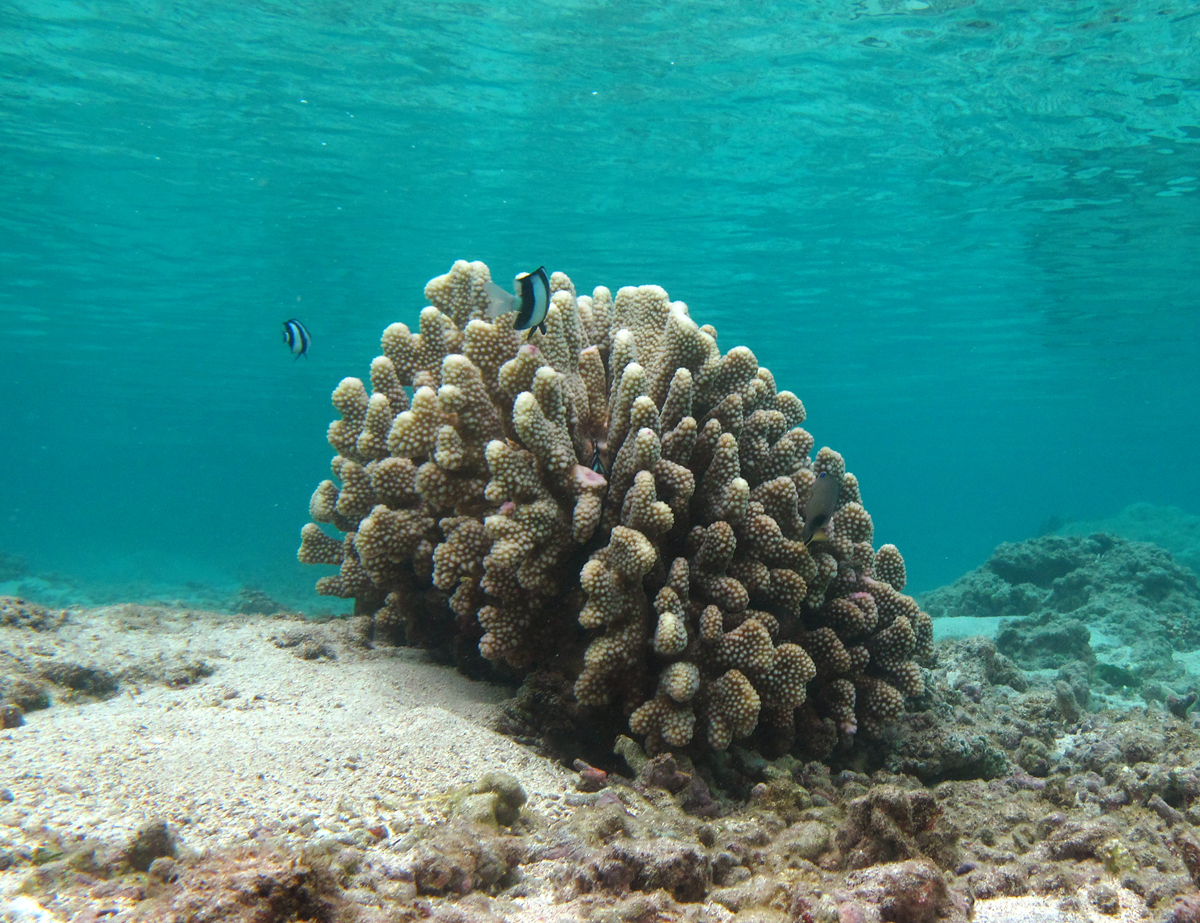
Colonie
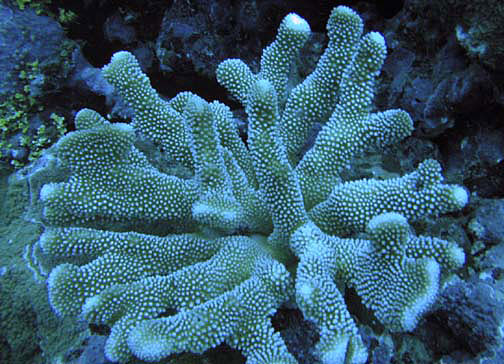
Vue rapprochée
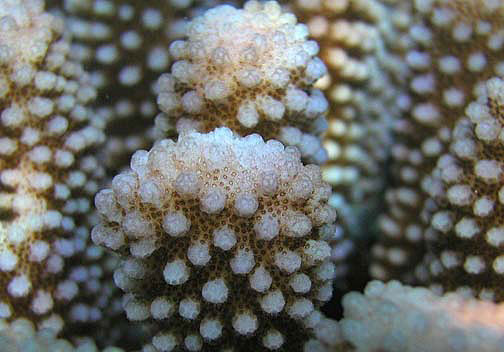
Gros plan

## Habitat et répartition
C'est une espèce de faible profondeur, commune dans l'Indo-Pacifique.